# Tipula pura
Tipula pura är en tvåvingeart som beskrevs av Alexander 1941. Tipula pura ingår i släktet Tipula och familjen storharkrankar. Inga underarter finns listade i Catalogue of Life.